# Malen Ruiz de Azúa
Malen Ruiz de Azúa Larrinaga (Mondragón, 17 de noviembre de 1995) es una exatleta de España especializada salto con pértiga. Ganó una medalla de plata en el Campeonato Europeo de Atletismo por Equipos de 2021.
Anunció su retirada en julio de 2024, poco después de ganar el Campeonato de España.